# Jayson Tatum
Jayson Christopher Tatum (født 3. marts 1998) er en amerikansk professionel basketballspiller, som spiller for NBA-holdet Boston Celtics. Han er blevet valgt til All-Star holdet fem gange i sin karriere og har vundet et mesterskab.

## Klubkarriere

### Boston Celtics

#### Første år
Tatum blev draftet med det tredje valg af Celtics ved 2017 draften. Boston havde oprindeligt det første valg, men havde traded det til Philadelphia 76ers med håbet om, at de fik den spiller de gerne vil have, nemlig Tatum. Dette lykkedes, da han ikke blev taget før dem. Han havde en god debutsæson, og kom på First Team All-Rookie, hvilke er de 5 bedste rookies i sæsonen.

#### Gennembrud
Efter en fin anden sæson, så fik Tatum sit helt store udbrud i sin tredje sæson. Tatum blev bedre i sådan set alle kategorier, men især hans scoring var meget forbedret, og han kom på sit første All-Star hold i sin karriere. Han kom også på All-NBA third team, for de 11-15 bedste spillere fra den foregående sæson.
Før 2020-21 sæsonen skrev Tatum en ny makskontrakt med Celtics. Tatum fortsatte sine gode takter, og havde sin statiske bedste sæson i 2020-21, og kom igen på All-Star holdet. Han scorede den 29. maj 2021 i en slutspilkamp imod Brooklyn Nets 50 point.
Tatum scorede den 6. maj 2022 54 point i en kamp imod Brooklyn Nets, og tangerede hermed Larry Birds rekord med 4 kampe med 50+ point i en Celtics trøje. Celtics nåede hele vejen til finalen i sæsonen, men tabte her til Golden State Warriors.
Han slog den 16. januar 2023 Larry Birds rekord, da han scorede 51 imod Charlotte Hornets. I All-Star kampen scorede han 55 point, og slog hermed rekorden for flest point i en All-Star kamp nogensinde.

#### Mesterskab
Tatum var i 2023-24 sæsonen del af, at Boston vandt flest kampe i ligaen i løbet af grundspillet. I slutspillet nåede Boston tilbage til finalerne, hvor at de mødte Dallas Mavericks. Celtics vandt serien overbevisende, og Tatum vandt hermed sit første NBA mesterskab.

## Landsholdskarriere
Tatum har været involveret med det amerikanske landshold på både ungdoms- og seniorniveau i sin karriere. Han var med på det amerikanske U/17-landshold, som vandt guld ved U/17-verdensmesterskabet i 2014, og U/19-landsholdet, som vandt guld ved U/19-verdensmesterskabet i 2015.
Tatum var med på det amerikanske seniorlandshold til OL 2020 i Tokyo (afholdt i 2021). Her bestod indledende runde for første gang af fire puljer à fire hold, og USA, som havde vundet de seneste tre OL-guldmedaljer, var knap så store favoritter, som de tidligere havde været. Holdet indledte med at tabe til Frankrig, men vandt de to øvrige kampe og var dermed klar til knockout-fasen. Holdet virkede til at blive stærkere, som turneringen skred frem, og det vandt kvartfinalen over Spanien, derpå semifinalen over Australien, inden de i finalen igen stod over for Frankrig. Kampen blev ret tæt, men i anden halvleg var det med USA i spidsen hele tiden, og holdet genvandt guldet med en sejr på 87-82, mens Frankrig fik sølv og Australien bronze efter sejr i kampen om tredjepladsen.